# Elgol
Elgol (Schots-Gaelisch: Ealaghol) is een dorp in de Schotse lieutenancy Ross and Cromarty in het raadsgebied Highland op Strathaird, een schiereiland van het eiland Skye. Elgol ligt op het einde van de B8083 die Broadford verbindt met Elgol via de vallei Swordale en een kronkelende weg langs Loch Slapin.

## Naam
Volgens de traditie is de plaatsnaam afgeleid van een slag waarbij Aella, een volgeling van Vortigern, de Picten en Schotten bevocht met vijf schepen.
Strathaird is historisch gezien het land van de Mackinnons, een machtige Jacobitisch-gezinde clan. Op 4 juli 1746 vond Bonnie Prince Charlie hier een schuilplaats onder bescherming van de Mackinnons onder leiding van kapitein John Mackinnon van Elgol.
Elgol heeft anno 2011 beduidend meer inwoners dan in de tijd van de ontruiming van de Hooglanden, 150 inwoners, waarvan het belangrijk deel Goidelisch spreekt. Het wordt onderwezen in de Elgol Primary School.

## Elgol en het toerisme
Elgols uitzichten over Loch Scavaig met de Cuillin en de mogelijkheid om vandaar over het water Loch Coruisk te bezoeken trekt veel toeristen aan.

De weg, de laatste honderden meter voor aankomst in Elgol, heeft dalingspercentages tot 25%.

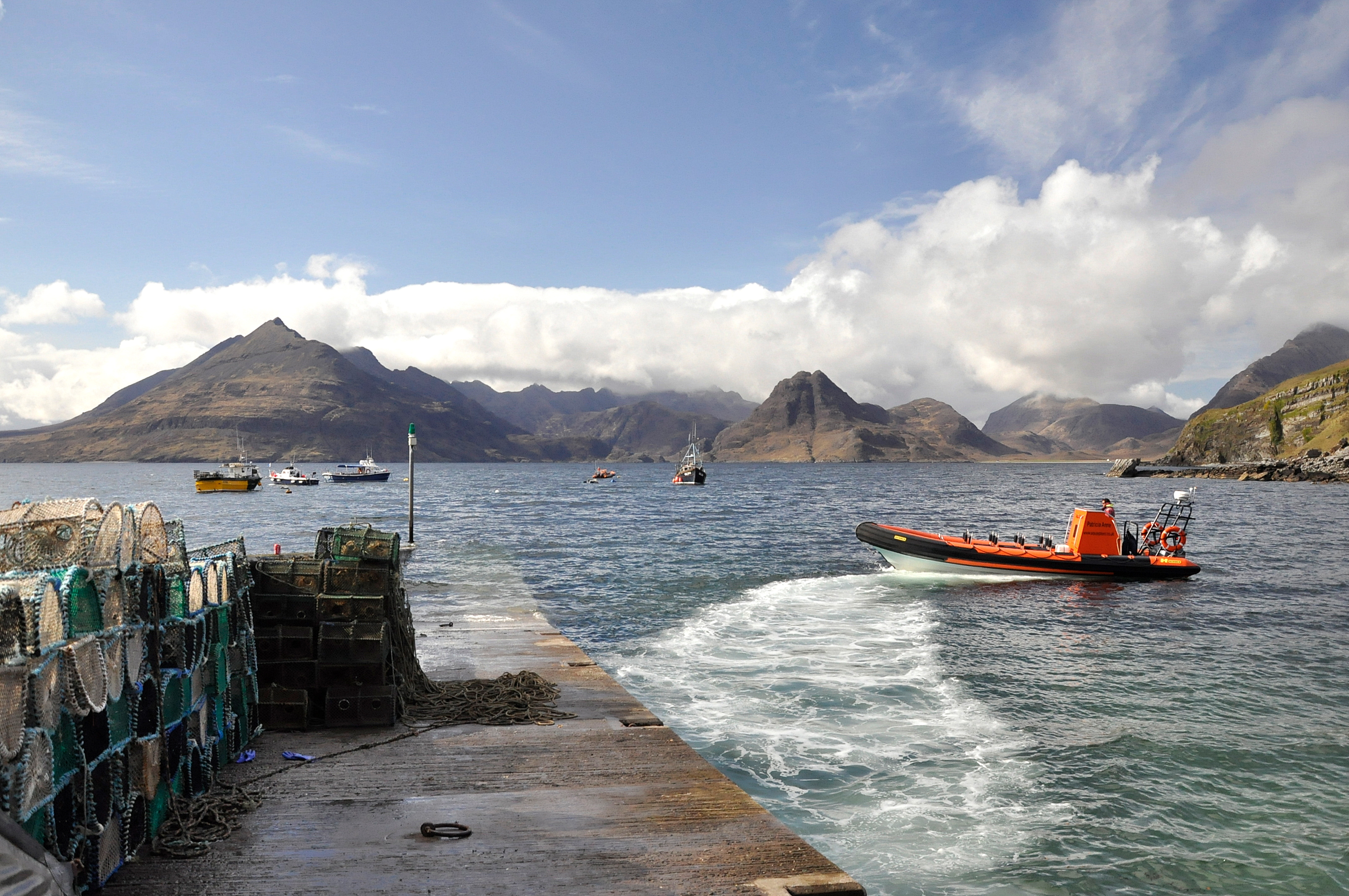
Loch Scavaig met in de achtergrond Garbh Bheinn (links) en Sgurr na Stri
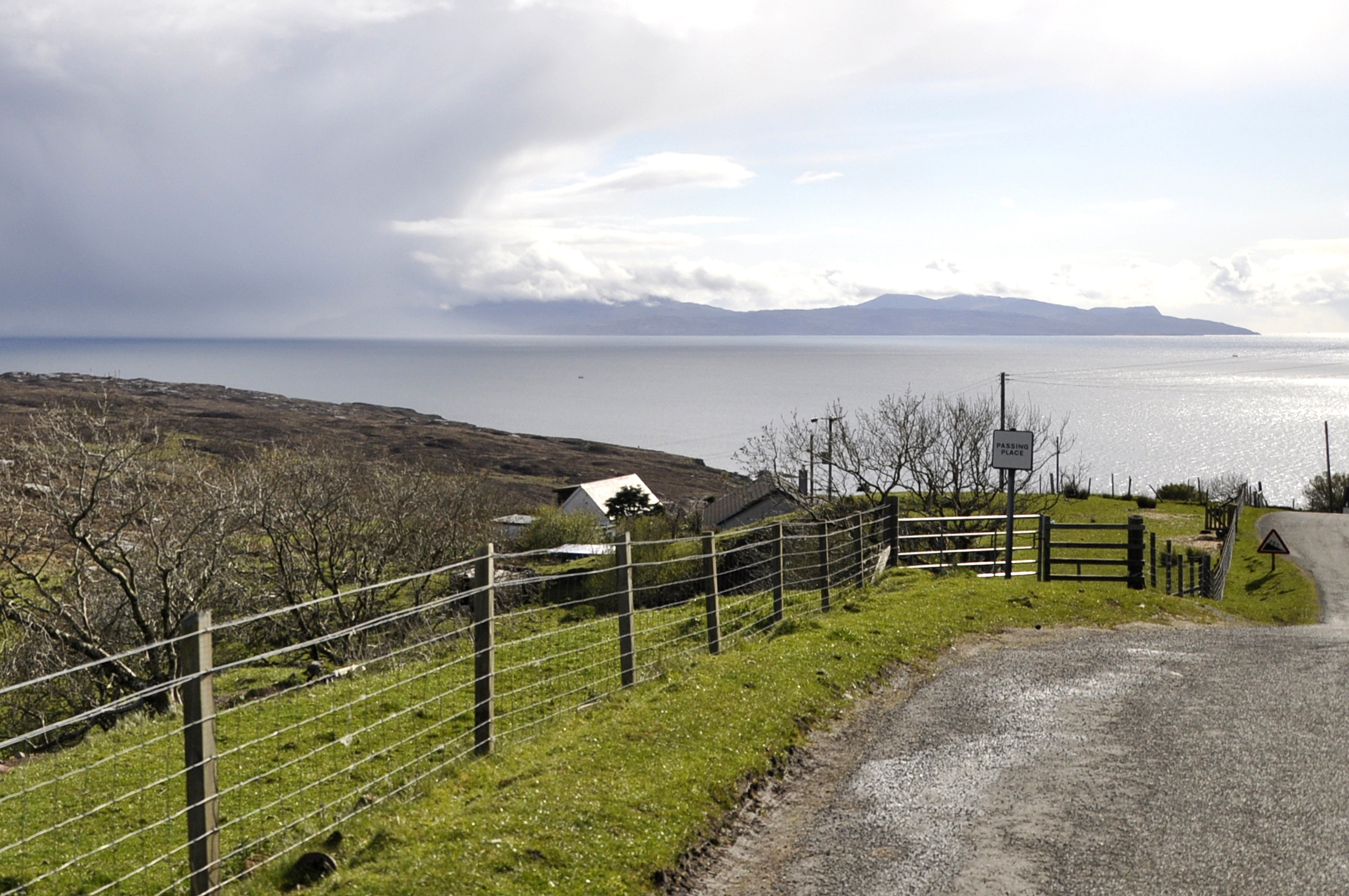
Vlak voor de afdaling naar Elgol met het verkeersbord rechts op de foto
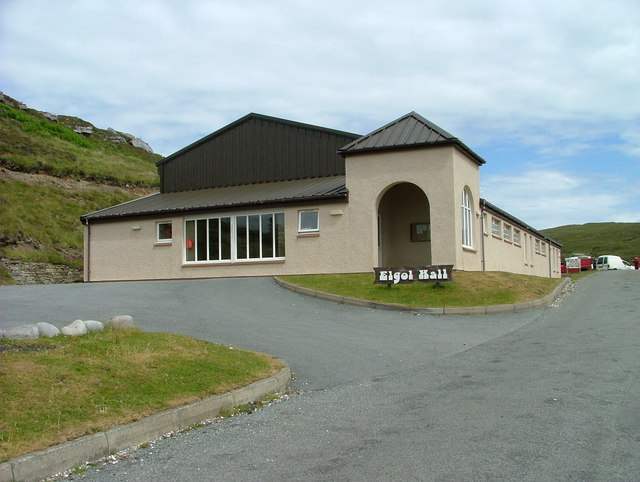
Het dorpshuis